# أرتور أوسكار لوبيز
أرتور أوسكار لوبيز (بالبرتغالية: Artur Oscar Lopes‏) هو رياضياتي برازيلي، ولد في 17 أكتوبر 1950 في ريو دي جانيرو في البرازيل.